# 21148 Billramsey
21148 Billramsey este un asteroid din centura principală de asteroizi.

## Descriere
21148 Billramsey este un asteroid din centura principală de asteroizi. A fost descoperit pe 16 aprilie 1993 la Observatorul Palomar de Carolyn S. Shoemaker și Eugene M. Shoemaker. Asteroidul prezintă o orbită caracterizată de o semiaxă mare de 2,69 ua, o excentricitate de 0,19 și o înclinație de 12,9° în raport cu ecliptica.